# لیگنایت (داکوتای شمالی)
لیگنایت(به انگلیسی: Lignite) شهری در ایالت داکوتای شمالی کشور ایالات متحده آمریکا است که جمعیت آن در سرشماری سال ۲۰۱۰ میلادی، ۱۵۵ نفر بوده‌است.